# Morcenx
Morcenx foi uma comuna francesa na região administrativa da Nova Aquitânia, no departamento Landes. Estendia-se por uma área de 61,89 km². Em 2010 a comuna tinha 5 154 habitantes (densidade: 83,3 hab./km²).
Em 1 de janeiro de 2019, passou a formar parte da nova comuna de Morcenx-la-Nouvelle.